# Fabjan-Hafner-Preis
Fabjan-Hafner-Preis ist ein Übersetzerpreis, mit dem herausragende Leistungen auf dem Gebiet des Übersetzens belletristischer, humanistischer und essayistischer Werke aus dem Deutschen ins Slowenische und umgekehrt ausgezeichnet werden. Der Preis wird vom Goethe-Institut Ljubljana, dem Literarischen Colloquium Berlin, dem Musil-Institut/Kärntner Literaturarchiv (Universität Klagenfurt), dem Verband slowenischer Literaturübersetzer (DSKP) und dem Österreichischen Kulturforum Laibach verliehen.
Der Preis wurde 2017 ins Leben gerufen und ist nach dem Kärntner-slowenischen Dichter, Übersetzer und Literaturwissenschaftler Fabjan Hafner benannt.
Die beste Übersetzung aus dem Deutschen ins Slowenische wird von einer slowenischsprachigen Jury ausgewählt, die beste Übersetzung aus dem Slowenischen ins Deutsche von einer deutschsprachigen Jury. Der deutsch-slowenische und der slowenisch-deutsche Übersetzerpreis werden abwechselnd vergeben.

## Preisträger
| Jahr | Preisträger/in   | Übersetzung                                                                                        | Jury                                                       |
| ---- | ---------------- | -------------------------------------------------------------------------------------------------- | ---------------------------------------------------------- |
| 2017 | Štefan Vevar     | Saturnovi prstani (Die Ringe des Saturn, W. G. Sebald)                                             | Špela Virant, Vesna Kondrič Horvat, Alenka Vesenjak        |
| 2018 | Johann Strutz    | Seelenruhig (Mirne duše, Florjan Lipuš)                                                            | Andrea Leskovec, Andreas Leben, Jörg Plath                 |
| 2019 | Aleš Košar       | Kaj se pravi misliti? (Was heißt Denken?, Martin Heidegger)                                        | Brane Čop, Irena Samide, Tanja Žigon                       |
| 2020 | Erwin Köstler    | Chronos erntet (Kronosova žetev, Mojca Kumerdej)                                                   | Jürgen Jakob Becker, Johann Georg Lughofer, Dominik Srienc |
| 2021 | Amalija Maček    | Moje leto v Nikogaršnjem zalivu (Mein Jahr in der Niemandsbucht, Peter Handke)                     | Anja Naglič, Tanja Petrič, Renata Zamida                   |
| 2023 | Ludwig Hartinger | Mein Gedicht ist mein Gesicht: Invention einer orphischen Landschaft (Gedichte von Srečko Kosovel) | Zdenka Hafner-Čelan, Lars Felgner, Neva Šlibar             |